# I.K.T.A. Intercontinental Kick Thai Boxing Association Italia
La Intercontinental Kick Thai Boxing Association (IKTA) è la federazione sportiva internazionale, che promuove ed organizza eventi di sport da combattimento come la kickboxing, il Muay Thai, la Boxe e l'MMA.
L'associazione è stata fondata nel 2012 in Messico, successivamente sono state create le sedi in Sud America, Asia, Africa ed Europa. 

## Titoli
L'associazione prevede l'assegnazione di titoli individuali suddivisi tra amatori e professionisti secondo la seguente gerarchia:
| TITOLO                    |
| ------------------------- |
| World Champion            |
| Intercontinental Champion |
| Continental Champion      |
| Mediterranean Champion    |
| National Champion         |

## Discipline
- Light-contact
- Low-kick
- Full-contact
- Kick-light
- Muay Thai
- K-1
- Arti marziali miste
- Kung Fu
- Krav Maga
- Karate
- M.M.A.

## Regolamento passaggio cinture
| CINTURA             | PROGRAMMA |
| ------------------- | --- |
| Gialla              | L’aspirante atleta per la cintura gialla deve avere una buona posizione di guardia,saper fare i spostamenti base, portare le tecniche basi,diretti,circolari frontali e sapersi difendere dai colpi di braccia.                                                                        |
| Arancione           | L’aspirante atleta della cintura arancione deve sapere oltre alle varie tecniche della cintura gialla,avere allenato e perfezionato le tecniche di calcio. |
| Verde               | L’aspirante atleta per la cintura verde,deve saper combinare bene le tecniche tra braccia e gambe,sapersi difendere dai vari colpi base,e aver allenato e perfezionato le tecniche di braccia .                                                                                        |
| Blu                 | L’aspirante atleta per la cintura blu,deve aver perfezionato tutte le varie tecniche sui calci volanti e girati,e aver acquisito una buona destrezza tecnica e fisica in combattimento.                                                                                                |
| Marrone             | L’aspirante atleta della cintura marrone, deve avere perfezionato e migliorato tutte le varie tecniche difensive e di contrattacco, specifiche nel combattimento corpo a corpo. |
| Cintura nera 1º dan | L’aspirante atleta per la cintura nera deve avere affinato tutte le varie tecniche dei vari programmi, con entrambe le gambe e con entrambe le guardie, e deve avere completato lo studio su tutte le tecniche sui calci volanti, e sapere adattare diverse tattiche da combattimento. |
| Cintura nera 2º dan | Programma specifico sul corpo a corpo l'esaminato deve aver sviluppato una difesa e un contrattacco eccellente sulla corta distanza. |
| Cintura nera 3º dan | L'esaminato deve essere in grado di combinare qualsiasi tecnica, specialmente combinazioni con i calci volanti. |
| Cintura nera 4º dan | Studio del combattimento contro due avversari. Studio del combattimento sulla difesa personale. |